# Guglielmo Coppola
Guglielmo Coppola (Roma, 18 maggio 1962) è un ex calciatore italiano, di ruolo attaccante.

## Carriera

### Giocatore
Dopo avere militato nelle giovanili della Fiorentina, nel 1980 passa al Piacenza, in Serie C1. Dopo aver giocato appena 3 partite, in ottobre scende in Serie C2 passando alla Lucchese.
Nell'estate del 1981 passa al Siena, sempre in Serie C2. Con i bianconeri vince il campionato mettendo a segno 13 reti (di cui 7 su rigore) e laureandosi capocannoniere della squadra. Nella stagione successiva si riconferma mettendo a segno altre 10 reti e portando il Siena alla salvezza in Serie C1.
Nel 1983 si trasferisce al Padova, in Serie B. In Veneto rimane complessivamente tre stagioni (una in B e due in C1), con l'intermezzo della stagione 1984-1985 in cui si divide tra Parma (che lascia prima dell'inizio del campionato per incomprensioni con l'allenatore Marino Perani) e Catania, dove disputa 37 gare segnando 5 reti. Rientrato al Padova, conquista la promozione in Serie B al termine del campionato 1986/87; tuttavia non segue la squadra in cadetteria, trasferendosi al Cagliari, di nuovo in C1. Gioca due stagioni in Sardegna mettendo a segno 22 reti, e nel campionato 1988-1989 conquista la sua seconda promozione in B e la Coppa Italia di Serie C.
Anche in questo caso lascia la squadra dopo la promozione: viene ceduto per un miliardo di lire al Taranto, anche a causa di problemi economici della società cagliaritana. Nel campionato 1989-1990 realizza 10 reti e contribuisce alla promozione in Serie B dei pugliesi, la terza personale. Passa quindi al Cosenza, in Serie B: con i silani disputa la propria peggior stagione in termini realizzativi, con 2 reti segnate in 27 partite. Ridiscende in Serie C1 tornando al Siena, con cui disputa 3 stagioni in cui mette a segno 17 reti complessive.

### Dopo il ritiro
Chiusa l'esperienza senese, nel 1994 abbandona definitivamente il mondo del calcio aprendo un bar nel centro di Firenze.

## Palmarès

### Competizioni giovanili
- Campionato Primavera: 1

Fiorentina: 1979-1980
- Coppa Italia Primavera: 1

Fiorentina: 1979-1980

### Competizioni nazionali
- Campionato italiano Serie C2: 1

Siena: 1981-1982 (girone C)
- Campionato italiano Serie C1: 2

Cagliari: 1988-1989 (girone B)
Taranto: 1989-1990 (girone B)
- Coppa Italia Serie C: 1

Cagliari:  1988-1989